# Bildts
Het Bildts is een streektaal met een sterk Hollands karakter die wordt gesproken in de Friese polderstreek het Bildt in de dorpen Sint Annaparochie (Bildts: Sint-Anne), Sint Jacobiparochie (Sint-Jabik), Vrouwenparochie (Froubuurt), Oudebildtzijl (Ouwe-Syl), Westhoek (De Westhoek) en Nij Altoenae.
De Bildtse taalvariëteit vertoont Ingveoonse invloeden. Ze wordt gerekend tot de Friso-Frankische dialecten evenals het overeenkomstige Stadsfries, Amelands, Midslands en het West-Fries. Het Bildts lijkt ten opzichte van deze overeenkomstige talen in de laatste eeuwen minder te zijn beïnvloed door het Standaardnederlands en authentieker van aard.

## Naam
De naam Bildt komt van het woord 'opbillen', wat verwijst naar het aanslibben van land. Het gebied werd al vóór de inpoldering ervan aangeduid als 'Bil' en 'Billand'. Na de inpoldering in 1505 werd het bijbehorende dialect het Bild(t) genoemd. Inwoners en sprekers van het Bildts worden Bilkerts genoemd.

## Pluriformiteit
Onderlinge verschillen binnen het Bildtse taalgebied zijn zo gering dat er een goede pluriforme documentatie heeft kunnen plaatsvinden. Deze documentatie van Hotze Sytses Buwalda heeft er in 1996 toe geleid, twee jaar na diens overlijden, tot de totstandkoming van het eerste Bildts woordenboek. In 2013 is een uitgebreide versie uitgebracht, verzorgd door Buwalda's zoon Sytse Hotzes Buwalda. Door deze pluriforme documentatie werd het mogelijk lesmateriaal op te stellen waardoor er sinds begin jaren negentig lessen worden verzorgd door de Stichting Ons Bildt, voor zowel Bildtstaligen als niet-Bildtstaligen.

## Grammatica en fonologie
Algemeen aangenomen wordt dat het Bildts een door vermenging van Hollands en Fries ontstane streektaal is, met meerdere Noord- en Zuid-Hollandse dialecten als basis.
Voor het Bildts zijn enkele zaken zeer kenmerkend en afwijkend van het gelijkend klinkende Stadsfries (en West-Fries). Zo gebruikt men in het Bildts altijd de zeer kenmerkende uitgang -y. Dit is een overblijfsel uit het oorspronkelijke Zuid-Hollands, die in het Zuid-Hollands verloren is gegaan. Een voorbeeld hiervan is hússy voor huisje en maisy voor meisje. In het West-Fries en Stadsfries gebruikt men voor huisje het woord húske, dus met de uitgang -ske.
Overeenkomstig met het West-Fries is dat woorden in het Bildts nooit beginnen met een v of een z. Deze letters worden door de letters f en s vervangen en ook zo geschreven. Voorbeelden hiervan zijn; fee, son en foor. Deze letters zijn doorgaans ook zachter in uitspraak.
Een ander kenmerkende overeenkomst is het gebruik van de volgorde van werkwoorden. Enkele voorbeelden hiervan zijn sien late voor laten zien, doen motte voor moeten doen en sproken wort voor het Nederlandse wordt gesproken. Deze volgorde is kenmerkend voor het Fries en de West-Friese dialecten maar dit gebruik van volgorde is zeer sterk onderhevig aan verval, met name onder jongeren, door de invloed van het Standaardnederlands. In het Stadsfries is deze volgorde ook aan de orde al lijkt deze sneller af te zijn afgenomen en te nemen door de invloed van het Standaardnederlands.
Overeenkomstig met het West-Fries en het Fries is dat er in het Bildts (met uitzondering van enkele woorden) vrijwel altijd de begincluster ge- weggelaten wordt. Tevens gevolgd door een niet afgeronde uitspraak zoals wij die in het standaard Nederlands kennen. Het Nederlandse geloven wordt in het Bildts als love (loove) uitgesproken. Eveneens overeenkomstig met Fries en West-Fries is de begincluster sk- in plaats van het Nederlandse sch-. Een voorbeeld hiervan is het woord skuur voor schuur en skaal voor schaal.
Meervoudsvormen eindigen, in tegenstelling tot het Standaardnederlands en Stadsfries, maar overeenkomstig met het Fries, met -ings. Een voorbeeld hiervan is het Nederlandse woord 'verenigingen', in het Bildts zegt men hiervoor ferenings (de beginnende letter v wordt overigens in het Bildts uiteraard altijd door een f vervangen). ig wordt in de uitgang altijd weggelaten. Een ander voorbeeld is tekenings voor tekeningen. Ook deze vorm is zowel in het Bildts als in het Fries in verval.
Afkomstig van en overeenkomstig met het Eiland-West-Fries zijn de volgende typische kenmerken: de Algemeen Nederlandse lange ij klinkt en wordt uitgesproken als een ie. In het Bildts wordt deze korte klank met een y geschreven. Voorbeelden hiervan zijn de woorden dyk, kyk, tyd voor respectievelijk dijk, kijk en tijd. De Algemeen Nederlandse ui klinkt als een uu of kort uitgesproken u (ú): huus, út, rúkke voor respectievelijk huis, uit en ruiken. Op te merken valt dat het Eiland-West-Fries zich in deze veel minder naar het Nederlands (Frankisch) heeft toebewogen dan het Land-West-Fries. Deze Eiland-West-Friese invloed is overgeleverd in het Bildts. Bekend is dat veel dijkwerkers in 1505 van het eiland Wieringen afkomstig waren. Niet opmerkelijk als men weet dan de dijkwerkers en opzichters per schip vanuit Noord-Holland via Wieringen naar Harlingen moesten varen.
Specifiek voor het Bildts is de uitspraak van langgerekte vormen naar een tweelettergrepige vorm. Een woord als land is in het Bildts lând; uitspraak la-und. Vergelijkbaar is het woord voor brug – brûg met uitspraak bru-ug. Voor niet-Bilkerts zijn deze lange platte uitspraken moeilijk aan te leren. Een andere langgerekte vorm is die van het cijfer drie dat uitgesproken wordt als drie-je.
Iemand aanspreken doet een Bildtstalige met het woordje dou of jou. Dou heeft meer nog dan het Friese do een enigszins gemeenzame gevoelswaarde en wordt in beleefdheidsvorm naar ouderen gemeden en kan als onrespectvol worden ervaren. Een jonge Bilkert zal in de meeste gevallen jou gebruiken als beleefdheidsvorm om ouderen aan te spreken. Goede bekenden, vrienden en de eigen partner worden doorgaans altijd aangesproken met dou. Hierin wordt naast Dou hest dat mar mooi deen – dat heb je maar mooi gedaan, ook vaak de koppelvorm wilstou (wil je), hestou (heb je), doestou (doe je), bistou (ben je) gebruikt. Voor het aanspreken van ouderen geldt hier een ongekoppelde vorm; wille jou (wilt u), hewwe jou (heeft u), doen jou (doet u), binne jou (bent u) als de beleefdheidsvorm.
Van de Stadsfriese dialecten zou men kunnen stellen dat het Bildts en het Harlingers nog het meeste op elkaar lijken tot zover men dat kan en mag zeggen. Waarschijnlijk ligt hier de graanhandel aan ten grondslag. Het Bildt was ooit de graanschuur van Nederland en Harlingen was dé doorvoerhaven van en naar Amsterdam en o.a. bierstad Haarlem. Bilkerts bekleedden voorname posities in bedrijven en besturen in Harlingen en andere Friese steden. Ze migreerden en trouwden onderling veel, ook binnen Amsterdamse kringen. In Harlingen is ook een Bildtse straat.

## Geschiedenis
In 1505 werd het noordelijk dichtgeslibde deel van Middelzee door Hollanders ingepolderd door middel van een 14 kilometer lange afsluitdijk, de Oudebildtdijk. Hierdoor ontstond Het Bildt, de eerste modern (rechtlijnig) ingerichte Hollandse polder, ver voor de inpoldering van bijvoorbeeld de Beemster in 1612.
De Friese landen, het huidige Friesland en de Groninger Ommelanden, waren aan het einde van de vijftiende eeuw het strijdtoneel van de conflicten tussen Schieringers en Vetkopers. De stad Groningen leek in die conflicten de enige machtsfactor die handelend kon optreden en breidde haar macht uit tot vrijwel geheel Friesland en Groningen. Om de macht van de stad Groningen in te dammen, werd Albrecht van Saksen door de steeds verder in het nauw gedreven Schieringers met open armen ontvangen. Hij wist Friesland voor het grootste gedeelte onder controle te krijgen en werd aanvankelijk ook door Groningen als heer erkend. De verovering door Albrecht van de Friese landen markeerde het definitieve einde van de Friese Vrijheid. Ook de Friese taal werd daarna als bestuurstaal vervangen door het Nederduits. Albrechts zonen Hendrik van Saksen en George van Saksen kregen dit heerschap van hun vader toegewezen. Omdat George geestelijke was, oefende zijn broer de feitelijke macht uit over de Friese landen. Het bleek een feodaal heerser wat er uiteindelijk toe heeft geleid dat de Friezen tegen hem in opstand kwamen. In juli 1500 werd George door zijn vader Albrecht naar Friesland gestuurd om zijn broer te ontzetten uit het Beleg van Franeker. Hierna werden de Friese dorpen geplunderd en dorpelingen hard gestraft. Franeker werd voor hun steun aan de Hertog beloond met de Franekerlanden. Op 12 september 1500 kwam Albrecht te overlijden. In 1504 nam George de scepter van zijn broer over, die in zijn ogen moeilijke Friezen inmiddels helemaal zat was geworden, en zou tot het besluit komen het Billand te laten omringen door een 14 kilometer lange zeewerende dijk.
Op 22 februari 1505 sloot hij een overeenkomst met de Zuid-Hollandse lieden en broers Dirk, Floris en Jacob van Wijngaarden, en Thomas Beukelaar, de schoonzoon van een van hen. Deze Hollandse heren waren ervaren in het droogmaken van gebieden in het huidige Noord-Brabant, Zuid-Holland en Zeeland. Met het aannemen van Hollanders hoopte George de Friezen en het Friese landrecht te omzeilen zodat hij maximale pachten kon innen op ook reeds buitendijks aangemaakt land door Friezen, grondbezitters en grotendeels de bezittingen van de Friese kloosters Mariengaarde, Lidlum en Anjum.
Deze Zuid-Hollandse edellieden rekruteerden hun werkkrachten uit een breder gebied: Zuid-Holland, Noord-Holland, Zeeland en Brabant, zo wordt aangenomen. Rond die tijd was er een levendig aanbod van arbeiders, veel landloos geworden Hollandse arbeiders en boeren die door bevolkingstoename, veenafgravingen en vernatting nog onvoldoende gewassen konden verbouwen en daardoor elders hun broodwinning moesten zoeken. Amsterdam kreeg daardoor een levendige arbeidsmarkt. Nog datzelfde jaar werd het gebied ingedijkt door de aanleg van de Oudebildtdijk en zo ontstond Het Bildt. In navolging hiervan moesten in de drie opvolgende jaren nog sloten en vaarten worden gegraven om verbindingen, verkaveling en verpachting tot stand te brengen. De algemene aanname is dat dit er toe heeft geleid dat dat velen van deze Hollandse werkkrachten zich definitief vestigden op het Bildt en hun taal meebrachten.
Als bestuurstaal over de Bildtse landen werd de taal van de hertog George van Saksen, het (Noord-)Saksisch gebruikt tot deze in 1515 al zijn rechten op het Bildt afstond aan Karel V. Niet toevallig was het Fries vanaf 1515 in het omliggende Friese steden eveneens sterk op zijn retour. Het zou langzaam worden overgenomen door het dialect zoals dat destijds in het noordelijke deel van Holland gesproken werd. Uit dit dialect of meerdere Hollandse dialecten is het tegenwoordig Stadsfries gevormd en werd aanvankelijk als bestuurstaal en later ook als omgangstaal gebruikt in de Friese steden. De motivatie voor deze omschakeling van de Fries op Hollands was prestige, economische doeleinden en om zich in klasse boven de Friezen te plaatsen. Welke invloed het Bildtse Hollands en het stedelijke Hollands exact op elkaar hebben gehad, is taalkundig niet te achterhalen. Geneologisch onderzoek van prof. Kees Kuiken heeft aangetoond dat contramigratie tussen het Bildt en Holland een grote rol heeft gespeeld bij de bevolkingsopbouw van de rijke boeren op het Bildt. Hij constateerde echter ook dat er een groot deel achternamen Friese oorsprong lijken te hebben. In (met name) Franeker en Harlingen raakten voorname Bilkerts sterk vertegenwoordigd in stadsbesturen en handelsposities. Onderling werd er uitgehuwelijkt. Harlingen heeft van het Bildtse achterland als graanschuur van Nederland sterk mee kunnen liften en heeft uitbreidingen van deze stad mede mogelijk gemaakt. In Harlingen vindt men in de latere uitbreiding van de stad boven de Noorderhaven dan ook de Bildtse straat terug.

## Sprekersaantal
Op Het Bildt werd het Bildts in 2009 nog gesproken door ongeveer 3600 mensen, zo'n 33% van de inwoners van de gemeente, met daarbij het Friestalige dorp Minnertsga meegerekend. Buiten Het Bildt, in de rest van Friesland, leefden toen nog eens 3700 Bildtstaligen, voornamelijk geconcentreerd in aan de gemeente grenzende dorpen, zoals Stiens en Berlikum, en in de stad Leeuwarden. In 2015 waren er nog ongeveer 6000 moedertaalsprekers.
De Bosatlas van Fryslân geeft per Friese gemeente de percentages moedertaalsprekers van de verschillende talen (althans, voor zover die percentages 0,5% of hoger zijn). Daaruit blijkt dat 3% van de bevolking van de Menaldumadeel Bildtstalig is, evenals 2% van de bevolking van Ferwerderadeel, Franekeradeel, Leeuwarden en Leeuwarderadeel en 1% van de bevolking van Boornsterhem, Littenseradeel en Tietjerksteradeel. Alleen al voor Leeuwarden komt dit uit op 1850 Bildtstaligen en voor Menaldumadeel bijvoorbeeld op 410 Bildtssprekers.
Verder lijkt het een voorzichtige schatting om aan te nemen dat er buiten de provincie, verspreid over de rest van Nederland, nog eens 1000 Bildtstaligen zullen wonen. Het sprekersaantal van het Bildts in Nederland kan, op basis daarvan, worden vastgesteld op 8300. Daarbij moet echter wel worden aangetekend, dat er onder deze mensen, zowel op Het Bildt zelf, als in de rest van Friesland en daarbuiten, velen tot de oudere generatie behoren, zodat het genoemde sprekersaantal in de komende decennia zonder twijfel zal afnemen (zoals het dat ook in de afgelopen decennia heeft gedaan).
Aan de andere kant moet nog worden opgemerkt dat er onder grote stroom emigranten, die Friesland tussen het midden van de veertiger en het begin van de jaren zeventig van de vorige eeuw verlieten, beslist ook Bilkerts moeten zijn geweest (aangezien in Friesland de emigratiegolf vooral geconcentreerd was in het Kleigebied), en dat zodoende kan worden aangenomen dat het Bildts ook in landen als Canada, Australië en Nieuw-Zeeland her en der nog door eenlingen en in familiekringen zal worden gesproken. Dat in aanmerking genomen, zou het totale aantal Bildtstaligen wereldwijd rond de 8500 moeten liggen.

## Status
Er zijn diverse studies geweest die de vorming van het Bildts hebben bestudeerd. Tegenwoordig zijn er twee verschillende manieren waarop het Bildts wordt geclassificeerd. De ene stelt dat het Bildts een mengtaal is van Nederlands (Hollands) en Fries. De andere stelt dat het Bildts van oorsprong een Nederlands dialect was, dat later Friese invloed onderging.
Het Bildts werd in 2016 door de gemeente Het Bildt voorgedragen voor erkenning onder het Europees Handvest voor regionale talen of talen van minderheden. Hier is een onderzoek door Paulus van Sluis van Mercator aan voorafgegaan, in opdracht van de Fryske Akademy. Dit rapport stelt dat het Bildts een mengtaal is en dus in aanmerking behoort te komen voor een taalstatus. Alvorens de EU het handvest in ontvangst kon nemen moest toestemming van de minister van Binnenlandse Zaken en Koninkrijksrelaties Ronald Plasterk worden gegeven omdat het rijk verplicht zou worden geld vrij te maken om de taal met een taalstatus te beschermen. Minister Plasterk volgde echter het negatieve advies van de Taalunie op, dat het Bildts niet als mengtaal ziet maar een zowel Nederlands als Fries dialect, en erkende het Bildts als taal niet.